# Juan Domingo González de la Reguera
Juan Domingo González de la Reguera (ur. 21 czerwca 1720 w Comillas; zm. 8 marca 1805 w Limie) – hiszpański duchowny katolicki, biskup ordynariusz Santa Cruz de la Sierra w latach 1776–1780, szesnasty arcybiskup metropolita limski oraz prymas Peru od 1780 roku

## Życiorys
Urodził się w 1720 roku w Comillas, w Kantabrii, w północnej Hiszpanii jako syn Tomása Gonzáleza de la Reguera i Maríi Pomy. Kształcił się na Uniwersytecie w Salamance z zakresu teologii i prawa kanonicznego.
Następnie wyruszył do Ameryki Łacińskiej na zaproszenie swojego wujka księdza Pedro Cotery, który był przeorem klasztoru benedyktynów w Monserrate (1745–1759). Prowadził działalność duszpasterską w Limie oraz został sekretarzem biskupa Trujillo de Molledy. W międzyczasie dokończył swoje studia teologiczne i otrzymał święcenia kapłańskie zostając skierowany do posługi w parafii w Talavera de Puna, a następnie w Oruro, Concepcion, Potosi. W 1772 roku brał udział jako kanonikw VI Synodzie Metropolitalnym obradującym w Limie.
W 1776 roku papież Pius VI prekonizował go na biskupa ordynariusza Santa Cruz de la Sierra. Trzy lata później został awansowany na arcybiskupa metropolitę limskiego. Uroczysty ingres do tamtejszej katedry oraz rządy objął 15 lutego 1782 roku. Na ich początku dokonał wizytacji duszpasterskiej parafii położonych w prowincjach: Carabayllo, Santa Rosa de Quives, Arahuay, Canta, Chancay, Cajamarca, Huaylas, Conchucos, Huamalíes, Huanuco, Tarma i Jauja, Yauyos, Cañete, Aucallama, Chavin, San Miguel de Huascar Matahuasi, Sincos, Huarco, Huanec, Lampi, Moro i Chong. W ich czasie dbał o to, aby miejscowe duchowieństwo znało szczegółowo ogólne zasady organizacji swoich parafii oraz umiało rozliczań należności za chrzty i śluby. Ponadto niezwykle ważne było dla niego prawidłowe głoszenie katechezy. Dokonał także obliczenia liczby wiernych zamieszkujących archidiecezję, których liczba wynosiła 383 713, w tym w samej Limie - 63 331.
Starał się aby parafie stały się nie tylko miejscem spotkań wiernych z danego obszaru, ale także prawdziwymi ośrodków kultury i edukacji. Zreformował seminarium duchowne oraz wydał regulacje dotyczące grzebania zmarłych i bicia dzwonów. Ponadto ukończył remont katedry, rozpoczęty jeszcze w 1755 roku.
Zmarł w 1805 roku w Limie i został pochowany w podziemiach miejscowej katedry. Został zapamiętany jako roztropny i spokojny włodarz archidiecezji, który ze spokojem starał się łagodzić konflikty mające w niej miejsce.